# Gelo per i bastardi di Pizzofalcone
Gelo per i bastardi di Pizzofalcone è un romanzo giallo dello scrittore italiano Maurizio De Giovanni del 2014.
Il romanzo è il terzo tra quelli ambientati nel commissariato di Pizzofalcone, ma il quarto con protagonista l'ispettore Giuseppe Lojacono.

## Trama
Il commissariato di polizia di Pizzofalcone è allo sbando, quattro agenti implicati nel traffico di droga sono stati allontanati. Verranno rimpiazzati dagli scarti dei contigui uffici.
Il nuovo commissario è Luigi Palma, quarantenne dal temperamento gioviale, un tranquillo divorzio alle spalle ed un interesse esclusivo per il lavoro. Giuseppe Lojacono, allontanato ingiustamente dalla sua Sicilia, è il più brillante tra gli ispettori anche se la sua condizione familiare è deprimente. Francesco Romano e la giovane agente Alessandra Di Nardo sono stati trasferiti a causa dei loro modi troppo rudi, mentre al raccomandato Marco Aragona è data l'ultima possibilità di restare in polizia.
Della vecchia squadra di Pizzofalcone sono sopravvissuti solamente l’anziano Giorgio Pisanelli e la quarantenne Ottavia Calabrese, ciascuno con seri problemi familiari. Un gruppo accomunato dal fatto di non avere niente da perdere che per questo affronta ogni indagine con inattesa serietà.
L'indagine principale che fa scricchiolare le fondamenta del piccolo, ma centralissimo commissariato, è quella sull'omicidio di due fratelli: il giovane ricercatore Biagio Varricchio e la splendida sorella Grazia. I cadaveri sono stati rinvenuti dall'unico amico e collega di Biagio che aveva a loro affittato un modesto appartamento. Le indagini si presentano subito complesse e solamente la bella PM sarda Laura Piras sembra credere nelle capacità degli investigatori di Pizzofalcone; d'altronde è proprio con la Piras che Lojacono sta per concretizzare una storia sentimentale trascurando l’interesse della prorompente ristoratrice Letizia. Lojacono è anche distratto dall'arrivo a Napoli della figlia Marinella, poco più che adolescente, in fuga dall'assillante madre.
Intanto con impensabile prontezza il giovane Aragona che si atteggia caricaturalmente a poliziotto da telefilm americano, risolve il delicato caso di presunte molestie sessuali subite da una dodicenne.

## Edizioni
- Maurizio De Giovanni, Gelo per i bastardi di Pizzofalcone, Stile Libero Big, Einaudi, 2014,  p. 322, ISBN 978-88-06-22229-1.